# Joko Anwar
Joko Anwar (Medan, 3 januari 1976) is een Indonesische filmregisseur, scenarioschrijver, filmcriticus en journalist voor de Jakarta Post.

## Levensloop
Tijdens een interview met Nia Dinata voor de krant, was de filmproducer onder de indruk en vroeg hem te schrijven voor haar nieuwe project, dat later bekend werd onder de titel Arisan! (2003). De film was een commercieel succes en won vele prijzen waaronder "Beste Film" tijdens de Indonesische MTV Movie Awards 2004-2005. Anwar schreef en regisseerde later de realityshow Ajang Ajeng (2004) voor MTV Indonesië. Ook regisseerde hij de romantische komedie Joni's Promise (Janji Joni) in 2005, welke hij schreef tijdens zijn studie in 1998. Dit regisseursdebuut werd in Indonesië de best bezochte film en won dat jaar de "Beste Film" op de Indonesische MTV Movie Awards in 2005. De SET Stichting, die wordt voorgezeten door de gerenommeerde Indonesische filmmaker Garin Nugroho, gaf hem een speciale prijs voor de innovatieve verhalen in een film. Anwar was ook genomineerd voor "Emerging Filmer Award" tijdens het New York Asian American International Film Festival in 2005. Joni's Promise is geselecteerd voor diverse prestigieuze internationale filmfestivals, zoals het Sydney Film Festival en het Internationaal filmfestival van Pusan.
In 2007 schreef en regisseerde Joko Anwar de film Kala, Indonesiës eerste eerbetoon aan film noir. Deze film kreeg veel lof van de filmcritici.

## Filmografie
- Joni's Promise (2005) (schrijver/regisseur)
- Ajang ajeng (2004) - (TV) (schrijver/regisseur)
- Arisan! (2003) (schrijver)
- Joni Be Brave (2003) (schrijver/regisseur)
- Jakarta Undercover (2007) (schrijver)
- Kala (2007) (schrijver/regisseur)
- Quickie Express (2007) (schrijver)
- Fiksi (2008) (schrijver)
- Pintu Terlarang (The Forbidden Door) (2009) (schrijver/regisseur)
- Meraih Mimpi (2009)

## Opleidingen
- SD Negeri Inpres No. 060823 Medan (1987)
- SMP Negeri 13 Medan (1990)
- SMA Negeri 1 Medan (1993)
- Wheeling Park High School, West Virginia, VS (1994)
- Institut Teknologi Bandung, Luchtvaarttechniek (1999)